# Tae Satoya
Tae Satoya, född den 12 juni 1976 i Sapporo, Japan, är en japansk freestyleåkare.
Hon tog OS-guld i damernas puckelpist i samband med de olympiska freestyletävlingarna 1998 i Nagano.
Därefter tog hon OS-brons i damernas puckelpist i samband med de olympiska freestyletävlingarna 2002 i Salt Lake City.